# Equipe argentina na Copa Billie Jean King
A equipe argentina na Copa Billie Jean King representa a Argentina na Copa Billie Jean King, principal competição de tênis feminina por equipes do mundo. É administrada pela Asociación Argentina de Tenis.

## História
A Argentina competiu pela primeira vez em 1964. Seus melhores resultados foram as semifinais de 1986 e 1993.

## Última convocação
Para o Grupo I das Américas de 2023, entre 11 e 15 de abril:
- Julia Riera
- Martina Capurro Taborda
- Berta Bonardi
- Guillermina Naya